# Choral Christmas
Choral Christmas es un álbum de música New age del grupo alemán Cusco con colaboración del Coro de Ópera de Múnich, lanzado el 26 de septiembre de 1995. Este álbum tiene pistas clásicas combinadas con amplios grupos de flautas. 

## Pistas
1. There Comes A Vessel Laden
2. Silent Night
3. Jesus Stays My Joy
4. Lo, How A Rose
5. Canon
6. From Heaven Above
7. Christ The Lord Is Born Today
8. Swan Lake/The Nutcracker
9. Soon It Will Be Night
10. Shepherd's Christmas Symphonia

- Datos: Q5104945